# Rua Dr. Fernão de Ornelas

A Rua Dr. Fernão de Ornelas é uma rua sobretudo de comércio tradicional situada no centro do Funchal, Madeira. A rua deve o seu nome ao antigo presidente da Câmara Municipal do Funchal durante o Estado Novo, Fernão de Ornelas, que transformou profundamente a cidade.

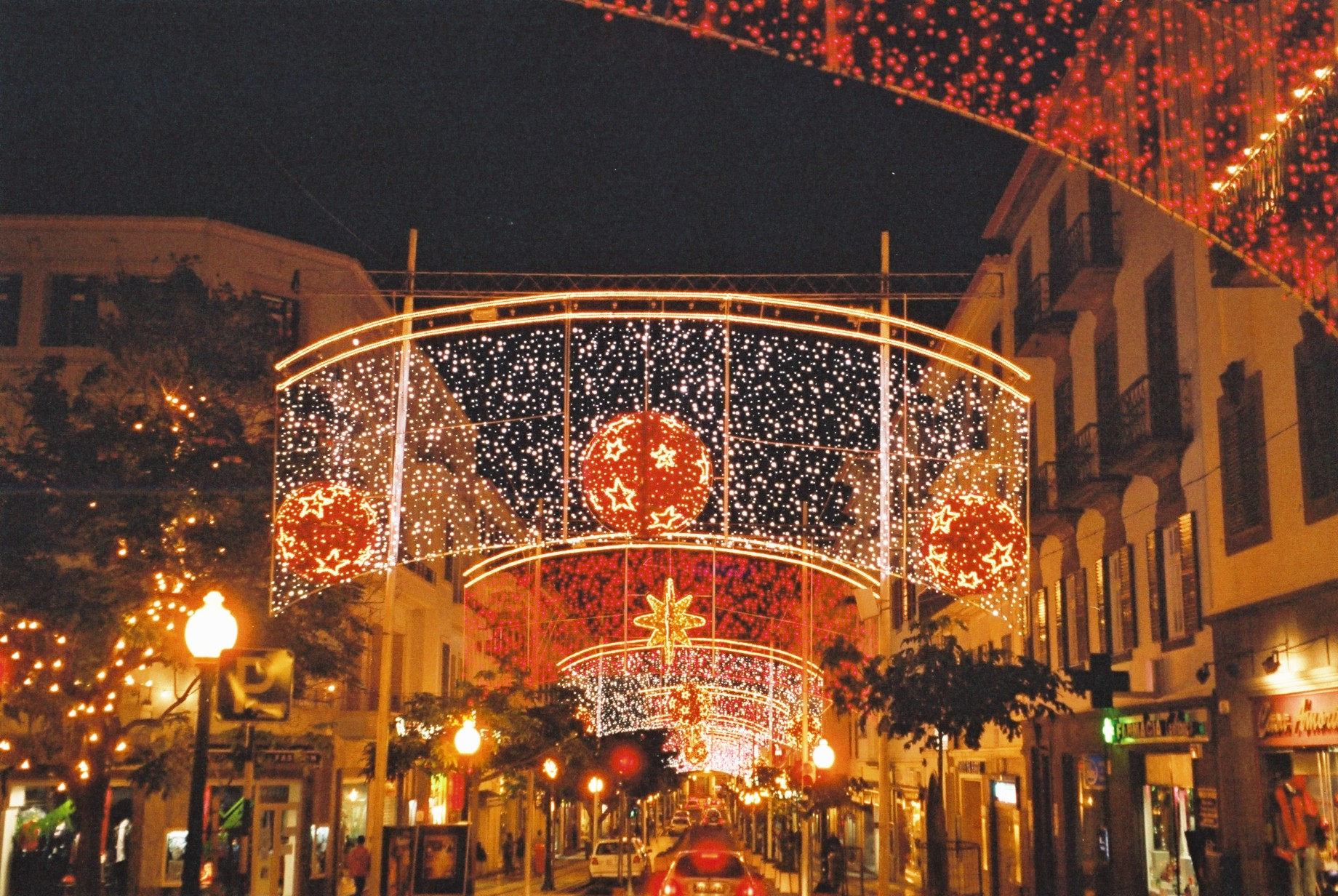
Decorações de Natal na Rua Fernão de Ornelas, vista do Largo do Phelps
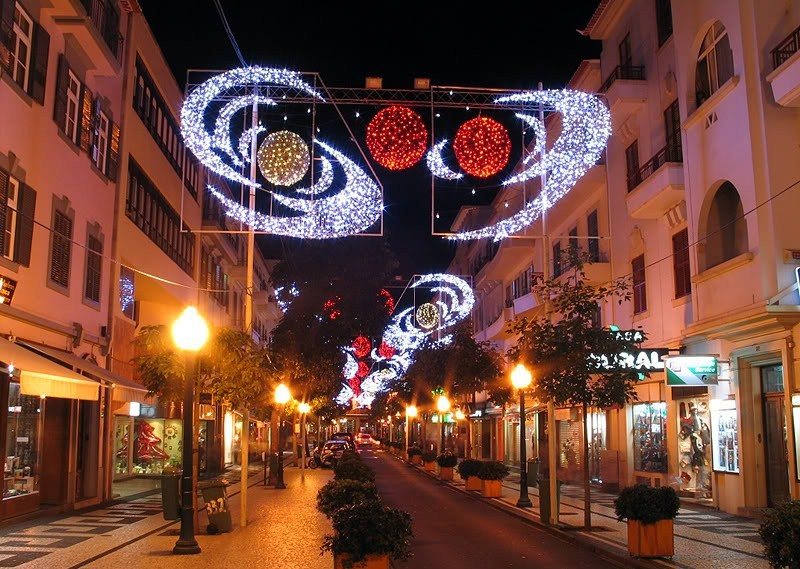
Decorações de Natal na Rua Fernão de Ornelas